# 6152 Empedocles
6152 Empedocles è un asteroide della fascia principale. Scoperto nel 1989, presenta un'orbita caratterizzata da un semiasse maggiore pari a 2,5687162 UA e da un'eccentricità di 0,2010254, inclinata di 5,64567° rispetto all'eclittica.